# Luis Feria
Luis Feria (n. Santa Cruz de Tenerife; 18 de octubre de 1927- f. ibid.; 28 de febrero de 1998) fue un poeta canario contemporáneo; en palabras de críticos como José Carlos Mainer, Antonio Álvarez de la Rosa o Jorge Rodríguez Padrón, una de las voces más altas y auténticas de la Generación del 50, junto a poetas como Claudio Rodríguez, Vicente Núñez o Antonio Gamoneda. Cursó estudios de Farmacia y Filosofía y Letras. Afincado en Madrid durante casi treinta años, en 1978 regresó a su isla natal de Tenerife, donde llevó desde entonces una vida retraída y solitaria, hasta el punto de que cuando falleció en su domicilio, debido a una crisis asmática, pasaron dos semanas hasta que encontraron su cadáver.
Existe unanimidad en dividir la obra de Luis Feria en dos etapas. La primera de ellas se encuentra integrada por los poemarios Conciencia (1962), título que consiguió el premio Adonais en 1961, Fábulas de Octubre (1965, premio Boscán) y El funeral (1965). Tras un silencio de más de quince años, durante los cuales, no obstante, Feria no dejó de escribir, se inicia su segunda -y fértil- etapa creativa, en la que figuran títulos como Calendas (1981), Clepsidra (1983), Salutaciones (1985), Subrogación de Sor Emérita y otros prodigios (1987), Del amor (1988), Cuchillo casi flor (1989), Casa común (1991), que fue finalista del Premio Nacional de Poesía, Seis querellas de amor (1991), Arras (1996) y Bestiario (1999).
Mención aparte merecen sus dos entregas en prosa poética, Dinde (1983) y Más que el mar (1986), por la que fue finalista del Premio Nacional de Poesía. Ambas obras suponen un prodigioso acercamiento a los sentimientos de la infancia: la curiosidad, la libertad, la soledad, y en opinión de la crítica se trata de lo mejor que su autor nos ha dejado.
No menor que el vacío (1988) y Mi casa es mi verdad (2004) son dos antologías. Por su parte, Obra poética y cuentos (2000) recoge casi la totalidad de la producción de Feria.
En 1993 le fue concedido el Premio Canarias de Literatura.